# Томи Вилијамс
Томас Марк „Томи” Вилијамс (енгл. Thomas Mark "Tommy, The Bomber" Williams; Дулут, 17. април 1940 − Марлборо, 8. фебруар 1992) био је професионални амерички хокејаш на леду који је играо на позицијама десног крила. Био је један од најбољих америчких играча током 1960-их и 1970.их година. Године 1981. постао је члан Куће славних америчког хокеја.
Као члан сениорске репрезентације Сједињених Држава освојио је златну олимпијску медаљу на ЗОИ 1960. у америчком Скво Валију.

## Професионална каријера
Професионалну каријеру започео је у сезони 1961/62. када се прикључио екипи Бостон бруинса у НХЛ лиги. Након осам сезона проведених у Бостону, али и након озбиљне повреде коју је задобио 1968, а која је умало узроковала прекид његове каријере, Вилијамс је прешао у редове Минесота норт старса у чијим редовима је провео наредну годину и по. Потом је трејдован у Калифорнија голден силсе за које је играо наредне две сезоне.
Професионалну каријеру окончао је играјући за Вашингтон капиталсе.
Његов рођени брат био је Ворен Вилијамс који је током каријере такође играо у НХЛ лиги.